# Метаванадат кобальта(II)
Метаванадат кобальта(II) — неорганическое соединение,
соль кобальта и метаванадиевой кислоты с формулой Co(VO3)2,
красновато-чёрные кристаллы,
не растворяется в воде,
образует кристаллогидраты.

## Получение
- Спекание оксида ванадия(V) с оксидом кобальта(II)

{\displaystyle {\mathsf {2CoO+V_{2}O_{5}\ {\xrightarrow {T}}\ Co(VO_{3})_{2}}}}

## Физические свойства
Метаванадат кобальта(II) образует красновато-чёрные кристаллы
моноклинной сингонии,
пространственная группа С 2,
параметры ячейки a = 0,9256 нм, b = 0,3508 нм, c = 0,6626 нм, β = 111,55°.
Не растворяется в воде и органических растворителях.
Образует кристаллогидрат состава Co(VO3)2•4H2O.

## Применение
- Катализатор в органическом синтезе.